# 张海棠
张海棠（1912年—2004年12月16日），江西省清江县人，中国人民解放军将领、中国人民解放军开国少将。

## 生平
1930年，参加中国工农红军，历任红3军团8军2师7团战士、班长、副连长、5师13团连指导员、营教导员、团俱乐部主任、红军大学政治部特派员，参加了中央苏区四次反“围剿”作战和长征。抗日战争时期，历任八路军留守兵团警2团政治部副主任、山东纵队特务团政委、鲁中军区第2军分区政治部管理员、军分区独立大队政委。1946年4月，參加本溪战役，任东北民主联军第3纵队9师25团政委。1946年6月，任25团团长，后升为9师副师长，改任第12兵团40军120师副师长，后升任120师政委。
1950年10月，率部参加朝鲜战争，后任120师师长兼政委。因罗春生阵亡，张海棠调到118师任师长。1953年7月回国，任辽宁省军区副司令员兼沈阳警备区司令员。1954年，担任辽宁省军区司令员。1975年任云南省军区司令员，1981年1月兼任昆明军区副司令员。1979年，参加中越战争，任西线兵团副司令员。2004年月12月16日，张海棠因病在昆明逝世，享年92岁。
1955年，授予中国人民解放军少将。